# Akademickie Mistrzostwa Świata

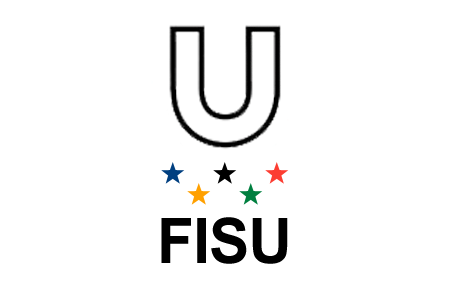
Logo FISU

Akademickie Mistrzostwa Świata należą obok uniwersjad do największych imprez międzynarodowych organizowanych przez Międzynarodową Federację Sportu Uniwersyteckiego (FISU). Odbywają się one cyklicznie co dwa lata (w latach parzystych). Zawodnicy rywalizują w dyscyplinach, których nie ma w programie uniwersjad.
Pierwsze mistrzostwa świata odbyły się w 1924 roku w Warszawie, na których Polska zdobyła 28 medali (13 złotych, 11 srebrnych i 4 brązowe).

## Mistrzostwa w Polsce
Polska piętnaście razy organizowała akademickie mistrzostwa świata: w piłce ręcznej (Warszawa 1977, Wrocław 1998, Gdańsk 2006); judo (Wrocław 1980); tenisie stołowym (Gdańsk 1984, Wrocław 2002); biegach przełajowych (Poznań 1990); wioślarstwie (Poznań 1992, 2000 i 2016); badmintonie (Kraków 2002); kajakarstwie slalomowym (Kraków 2002 i 2006); zapasach (Łódź 2004); futsalu (Poznań 2006); brydżu (Łódź 2008); karate (Wrocław 2008); żeglarstwie meczowym (Gdańsk 2008); w strzelectwie sportowym (Bydgoszcz 2016) oraz w podnoszeniu ciężarów (Biała Podlaska 2018).

## Dyscypliny
W latach, w którym odbywają się igrzyska Uniwersjady, wyniki są zaliczane do Akademickich Mistrzostw Świata. Program Akademickich Mistrzostw Świata ciągle zmienia się i obecnie obejmuje 32 dyscypliny sportowe. Aby być jak najbardziej kompletnym, obejmuje:
- Sporty indywidualne / zespołowe
- Sporty wewnątrz / na zewnątrz
- Sporty walki
- Sporty umysłowe
- Sporty letnie / zimowe

Lista dyscyplin sportu:
- Badminton
- Baseball / Softball
- Biathlon
- Bieg na orientację
- Bieg przełajowy
- Bieg przełajowy na nartach
- Boks
- Boks tajski
- Brydż
- Cheerleading
- Curling
- Freestyle na nartach
- Futbol amerykański
- Futsal
- Gimnastyka artystyczna
- Gimnastyka sportowa
- Golf
- Hokej na lodzie
- Jeździectwo
- Judo
- Karate
- Kolarstwo
- Koszykówka
- Koszykówka 3×3
- Lekkoatletyka
- Łucznictwo
- Łyżwiarstwo figurowe
- Łyżwiarstwo szybkie
- Narciarski bieg na orientację
- Narciarstwo alpejskie
- Nurkowanie
- Pięciobój nowoczesny
- Piłka nożna
- Piłka ręczna
- Piłka siatkowa
- Piłka wodna
- pływanie
- Podnoszenie ciężarów
- Rugby 7
- Sambo
- Short track
- Siatkówka plażowa
- Slalom kajakowy
- Snowboarding
- Sporty wodne i wakeboarding
- Sprint kajakowy
- Squash
- Strzelectwo
- Szachy
- Szermierka
- Taekwondo
- Tenis
- Tenis stołowy
- Triathlon
- Unihokej
- Wioślarstwo
- Wspinaczka sportowa
- Wushu
- Zapasy
- Żeglarstwo

## Mistrzostwa
| L.p.              | Zawody                                                           | 1-a edycja        | Ost.edycja        |
| Sporty podstawowe | Sporty podstawowe                                                | Sporty podstawowe | Sporty podstawowe |
| ----------------- | ---------------------------------------------------------------- | ----------------- | ----------------- |
| 1                 | Akademickie mistrzostwa świata w biegach przełajowych            | 1978              | 21 (2018)         |
| 2                 | Akademickie mistrzostwa świata w kolarstwie                      | 1978              | 8 (2018)          |
| 3                 | Akademickie mistrzostwa świata w łucznictwie                     | 1996              | 11 (2016)         |
| 4                 | Akademickie mistrzostwa świata w slalomie kajakowym              | 1994              | 6 (2008)          |
| 5                 | Akademickie mistrzostwa świata w sprincie kajakowym              | 1998              | 8 (2018)          |
| 6                 | Akademickie mistrzostwa świata w strzelectwie                    | 2004              | 8 (2018)          |
| 7                 | Akademickie mistrzostwa świata w wioślarstwie                    | 1984              | 14 (2016)         |
| 8                 | Akademickie mistrzostwa świata w żeglarstwie                     | 2002              | 8 (2016)          |
| Sporty walki      |                                                                  |                   |                   |
| 9                 | Akademickie mistrzostwa świata w boksie                          | 2004              | 8 (2018)          |
| 10                | Akademickie mistrzostwa świata w boksie tajskim                  | 2018              | 1 (2018)          |
| 11                | Akademickie mistrzostwa świata w judo                            | 1966              | 18 (2006)         |
| 12                | Akademickie mistrzostwa świata w karate                          | 1998              | 11 (2018)         |
| 13                | Akademickie mistrzostwa świata w sambo                           | 2016              | 2 (2018)          |
| 14                | Akademickie mistrzostwa świata w savate                          | 2010              | 1 (2010)          |
| 15                | Akademickie mistrzostwa świata w taekwondo                       | 1986              | 13 (2014)         |
| 16                | Akademickie mistrzostwa świata w wushu                           | 2018              | 1 (2018)          |
| 17                | Akademickie mistrzostwa świata w zapasach                        | 1968              | 13 (2018)         |
| Sporty drużynowe  |                                                                  |                   |                   |
| 18                | Akademickie mistrzostwa świata w baseballu                       | 2002              | 6 (2018)          |
| 19                | Akademickie mistrzostwa świata w futbolu amerykańskim            | 2014              | 3 (2018)          |
| 20                | Akademickie mistrzostwa świata w futsalu                         | 1984              | 16 (2018)         |
| 21                | Akademickie mistrzostwa świata w korfballu                       | 2018              | 1 (2018)          |
| 22                | Akademickie mistrzostwa świata w koszykówce 3x3                  | 2012              | 3 (2016)          |
| 23                | Akademickie mistrzostwa świata w netballu                        | 2012              | 3 (2018)          |
| 24                | Akademickie mistrzostwa świata w piłce ręcznej                   | 1963              | 24 (2018)         |
| 25                | Akademickie mistrzostwa świata w rugby 7                         | 2004              | 8 (2018)          |
| 26                | Akademickie mistrzostwa świata w siatkówce plażowej              | 2002              | 9 (2018)          |
| 27                | Akademickie mistrzostwa świata w softballu                       | 2004              | 2 (2006)          |
| 28                | Akademickie mistrzostwa świata w unihokeju                       | 2002              | 8 (2018)          |
| Sporty zimowe     |                                                                  |                   |                   |
| 29                | Akademickie mistrzostwa świata w łyżwiarstwie szybkim            | 2012              | 4 (2018)          |
| 30                | Akademickie mistrzostwa świata w narciarskim biegu na orientację | 2016              | 2 (2018)          |
| Inne sporty       |                                                                  |                   |                   |
| 31                | Akademickie mistrzostwa świata w badmintonie                     | 1990              | 15 (2018)         |
| 32                | Akademickie mistrzostwa świata w biegu na orientację             | 1978              | 21 (2018)         |
| 33                | Akademickie mistrzostwa świata w brydżu                          | 2002              | 9 (2018)          |
| 34                | Akademickie mistrzostwa świata w cheerleadingu                   | 2018              | 1 (2018)          |
| 35                | Akademickie mistrzostwa świata w golfu                           | 1986              | 17 (2018)         |
| 36                | Akademickie mistrzostwa świata w jeździectwie                    | 1998              | 11 (2016)         |
| 37                | Akademickie mistrzostwa świata w narciarstwie wodnym             | 2004              | 4 (2016)          |
| 38                | Akademickie mistrzostwa świata w pięcioboju nowoczesnym          | 2018              | 1 (2018)          |
| 39                | Akademickie mistrzostwa świata w podnoszeniu ciężarów            | 2008              | 6 (2018)          |
| 40                | Akademickie mistrzostwa świata w squashu                         | 1996              | 10 (2018)         |
| 41                | Akademickie mistrzostwa świata w szachach                        | 1990              | 15 (2018)         |
| 42                | Akademickie mistrzostwa świata w tenisie stołowym                | 1971              | 16 (2006)         |
| 43                | Akademickie mistrzostwa świata w woodballu                       | 2004              | 5 (2016)          |
| 44                | Akademickie mistrzostwa świata w triathlonie                     | 1992              | 14 (2018)         |
| 45                | Akademickie mistrzostwa świata we wrotkarstwie                   | 2018              | 1 (2018)          |
| 46                | Akademickie mistrzostwa świata we wspinaczce sportowej           | 2016              | 2 (2018)          |

- kolorem czerwonym oznaczone mistrzostwa, które już nie organizowane.

## Wyniki
- Turniej zapasów rozegrano jedenaście razy, w latach 1968 - 2016[2]